# ブリング・オン・ザ・ナイト
ブリング・オン・ザ・ナイト (Bring On the Night)は1985年の複数のライブ録音から集められ、1986年にリリースされたスティングのアルバム。収録曲は、スティング初のソロアルバム『ブルー・タートルの夢』やポリス時代の曲、シングルカットのB面や少々珍しい選曲も含まれている。
音源のライブツアーには、サクソフォーン奏者ブランフォード・マルサリスを始めとする卓越したジャズミュージシャンが集結した。このライブやリハーサル模様、さらにスティングのプライベート映像を集め1985年に製作されたドキュメントが同名で映像作品化されている。

## 収録曲
1. ブリング・オン・ザ・ナイト/ホエン・ザ・ワールド・イズ・ランニング・ダウン - Bring on the Night/When the World Is Running Down You Make the Best of What's Around - 11:41
2. コンシダー・ミー・ゴーン - Consider Me Gone - 4:53
3. ロー・ライフ - Low Life - 4:03
4. 黒い傷あと - We Work the Black Seam - 6:55
5. 世界は悲しすぎる - Driven to Tears - 6:59
6. ブルー・タートルの夢/破壊者 - Dream of the Blue Turtles/Demolition Man - 6:08
7. ワン・ワールド/ラヴ・イズ・ザ・セブンス・ウェイヴ - One World (Not Three)/Love Is the Seventh Wave - 11:10
8. バーボン・ストリートの月 - Moon Over Bourbon Street - 4:19
9. アイ・バーン・フォー・ユー - I Burn for You - 5:38
10. アナザー・デイ - Another Day - 4:41
11. チルドレンズ・クルセイド - Children's Crusade - 5:22
12. ダウン・ソー・ロング - I Been Down So Long (Atkins, Lenoir) - 4:54
13. サハラ砂漠でお茶を - Tea in the Sahara - 6:25

## 参加ミュージシャン
- ダリル・ジョーンズ - ベース
- オマー・ハキム - ドラムス
- ケニー・カークランド - キーボード
- ブランフォード・マルサリス - サクソフォーン
- ドレット・マクドナルド - バックコーラス
- ジャニス・ペンダーヴィス - バックコーラス